# Josep Maria Capella (organista)
Josep Maria Capella   (Barcelona, 19 de novembre de 1883 - valor desconegut) va ser un compositor i també organista català. Va estudiar orgue amb E. Daniel i també harmonia i composició amb el mestre Burges. Segons J. Pahissa, la música d'orgue de Capella és emblemàtica, però per desgràcia no s'ha pogut arribar a localitzar. També va ser col·laborador musical de la revista Parroquial de Música Sagrada de Barcelona.